# 速水融
速水 融（はやみ あきら、1929年10月22日 - 2019年12月4日）は、日本の経済学者。位階は従三位。国際日本文化研究センター名誉教授、慶應義塾大学名誉教授、麗澤大学名誉教授。経済学博士。歴史人口学、日本経済史専攻。文化勲章受章者。日本に歴史人口学を導入したことで知られる。また「勤勉革命」を唱え、世界における勤勉革命論のきっかけを作った。英文著作も刊行している。

## 来歴・人物
東京府豊多摩郡高円寺出身、東京都杉並区在住。東京府立一中を経て、1950年（昭和25年）に慶應義塾大学経済学部に入り、高村象平の下で学び、同学部を卒業。卒業論文のテーマは「イギリス重商主義」で、大塚久雄を意識していたという。1966年（昭和41年）に、同大学にて「初期検地帳の研究」で経済学博士の学位を取得する。
日本常民文化研究所研究員として江戸時代の漁業史を研究していたが、ドッジ・ラインによって研究が打ち切られ、1953年（昭和28年）に慶應義塾大学にて野村兼太郎の助手、助教授を経て、1967年（昭和42年）に教授、1989年（平成元年）に同大学を退職する。国際日本文化研究センター教授、1995年（平成7年）、麗澤大学国際経済学部教授、2005年（平成17年）に退職する。斎藤修、鬼頭宏、友部謙一、黒須里美、田代和生、そして「武士の家計簿」の著者としても知られる磯田道史（指導教授は田代和生）を育てた。
1994年（平成6年）に紫綬褒章、1995年（平成7年）に日本学士院賞、2000年（平成12年）に文化功労者、2001（平成13）年に日本学士院会員、2002年（平成14年）に学術会議会員、勲二等旭日重光章、2009年（平成21年）に文化勲章、2010年（平成22年）に杉並区名誉区民。他に慶應義塾福沢賞など。
2019年（令和元年）12月4日午前8時26分、肺炎のため東京都内の病院で死去。90歳没。死没日をもって従三位に叙される。
府立一中時代の同級生には宇沢弘文（経済学者、東京大学名誉教授）がいる。

### 親族
國學院大學元教授速水敬二の長男。敬二は京都大学哲学科の先輩にあたる哲学者三木清の義兄で、東畑精一の弟。三木の娘永積洋子東京大学名誉教授は従姉妹。融の伯父である東畑も、融同様、文化勲章を受章し学士院会員でもあった。なお東畑の長男・隆介は慶應義塾大学文学部教授であったので、従兄弟同士が慶應義塾大学の教授を務めていたことになる。また、岡田元也イオン社長、岡田克也衆議院議員は従甥。

## 歴史人口学
1964年のゲント大学留学時にルイ・アンリの著作に触れて歴史人口学を知った。
西欧における「教区簿冊」を元に、特定地域の人口の変遷を詳細に追ってゆく方法に習い、「宗門改帳」をもとに生誕・死亡や結婚などのBDS(Basic Data Sheet)を積み重ねる方法により、江戸時代の人口動態から経済を読み解く方法を開拓した。著書『歴史人口学で見た日本』（文春新書）で、歴史人口学の確立を志した経緯と、主な成果が簡潔に語られている。

## 勤勉革命
西欧の産業革命 (industrial revolution) に対し、速水は日本の江戸時代にも高い経済成長と経済の高度化が見られることを指摘した。西欧の産業革命では、労働資本比率において資本分が増加し、労働が節約される形を取った。すなわち人力を節約するために、たとえば農業では家畜を、工業では動力機関を使用する方向に変化した。一方日本の江戸期、農村における労働力としての家畜の使用は、時代が進むにつれ減っていたことを速水は明らかにした。すなわち労働資本比率において、江戸期の農村では資本比率分が減り、労働比率分、すなわちマンパワーが増加していったのであり、西欧の変化とは逆の動きである。このような変化にもかかわらず、江戸期の農業生産は増加して行った。これは前述のように農民がより勤勉に働くようになったために起こった現象であるため、速水はそれを「勤勉革命」(industrious revolution)
と名づけた。1986年（昭和61年）に、講演で速水の話を聞いたヤン・ド・フリース (Jan de Vries) は、後にヨーロッパにおいても、産業革命に先立つ勤勉革命があったとしてThe Industrious Revolutionを書いた。ド・フリースの勤勉革命論(Industrious revolution)は、その後、賛否を含む大きな反響を生んでいる。

## 著書

### 単著
- 『日本経済史への視角』東洋経済新報社、1968
- 『日本における経済社会の展開』慶應通信、1973
- 『近世農村の歴史人口学的研究 信州諏訪地方の宗門改帳分析』東洋経済新報社、1973
- 『江戸の農民生活史 宗門改帳にみる濃尾の一農村』日本放送出版協会〈NHKブックス〉、1988
- 『近世濃尾地方の人口・経済・社会』創文社、1992
- 『歴史人口学の世界』岩波書店〈岩波セミナーブックス〉、1997／岩波現代文庫、2012
- 『歴史人口学で見た日本』文春新書、2001、増補版2022
- 『江戸農民の暮らしと人生 歴史人口学入門』麗澤大学出版会、2002
- 『近世日本の経済社会』麗澤大学出版会、2003
- 『日本を襲ったスペイン・インフルエンザ 人類とウイルスの第一次世界戦争』藤原書店、2006
- 『歴史人口学研究　新しい近世日本像』藤原書店、2009
- 『近世初期の検地と農民』知泉書館、2009
- 『歴史学との出会い』慶應義塾大学出版会、2010。エッセイ集
- 『汽車とレコード』慶應義塾大学出版会、2010。エッセイ集
- 『歴史人口学事始め─記録と記憶の九〇年』ちくま新書、2020。遺著

### 編著・共編著
- 新保博、西川俊作共編『数量経済史入門 日本の前工業化社会』日本評論社、1975
- 『歴史のなかの江戸時代』東洋経済新報社・東経選書、1977／増訂・藤原書店、2011
- 宮本又郎共編『日本経済史1 経済社会の成立 17-18世紀』岩波書店、1988
- 町田洋共編『講座文明と環境　第7巻　人口・疫病・災害』朝倉書店、1995、新装版2008
- 鬼頭宏、友部謙一共編『歴史人口学のフロンティア』東洋経済新報社、2001
- 『近代移行期の家族と歴史』ミネルヴァ書房、2002 人文・社会科学叢書
- 『近代移行期の人口と歴史』ミネルヴァ書房、2002 人文・社会科学叢書
- 『歴史人口学と家族史』藤原書店、2003
- 小嶋美代子共著『大正デモグラフィ 歴史人口学で見た狭間の時代』文春新書、2004

### 翻訳
- B.H.スリッヘル・ファン・バート(英語版)『西ヨーロッパ農業発達史』日本評論社、1969
- E.A.リグリィ『人口と歴史』平凡社「世界大学選書」、1971／筑摩書房「筑摩叢書」、1982
- D.C.ノース、R.P.トマス『西欧世界の勃興 新しい経済史の試み』（穐本洋哉共訳）ミネルヴァ書房、1980、新装版2014
- スーザン・B・ハンレー、K.ヤマムラ『前工業化期日本の経済と人口』（穐本洋哉共訳）ミネルヴァ書房、1982
- ロナルド・トビ 『近世日本の国家形成と外交』（永積洋子・川勝平太共訳）創文社、1990
- マッシモ・リヴィ－バッチ『人口の世界史』（斎藤修共訳）東洋経済新報社、2014

## 関連人物
- 角山栄 - 同じ経済史家として共編著を出している交友もある
- 梅原猛 - 国際日本文化研究センター所長時代に速水を教授に招聘
- 網野善彦 - 日本常民文化研究所時代の同僚
- 川勝平太 - 同じ経済史家として共編著を出している
- 伊東俊太郎 - 国際日本文化研究センターおよび麗澤大学での同僚